# Modos de audición de Smalley
Los modos de audición de Smalley es un modelo que explica como se produce el proceso de percepción sonora, de cómo se dota de significación a los sonidos.
Denis Smalley describió tres modos de percepción sonora en función de si la atención sonora, teniendo en cuenta si la audición se centraba en el sujeto o en el objeto.
1. Modo de audición indicativo. Centrado en el objeto, considera al sonido como un mensaje, es decir, actúa como un signo que ha de ser descifrado. Se corresponde con el modo «escuchar» de Schaeffer.
2. Modo de audición reflexivo. Es un modo centrado en el sujeto, en la respuesta emocional de este ante el sonido percibido. Es lo François Delalande califica de conducta enfática en la recepción musical.
3. Modo de audición interactivo. Requiere, por parte del sujeto, una atención activa (esfuerzo y voluntad). Se corresponde con los modos «entender» y «comprender» de Schaeffer.

- Datos: Q6020398